# 交趾之战
交趾之战、又南詔安南之戰役、又南詔侵入嶺南之事件，是唐代宗大中十三年（859年）至咸通七年（866年），唐朝与南诏争夺交趾（今越南河内）的作战。

## 历史
唐朝後期，在西南方向的南詔國和大唐經常發生戰爭，安南和南詔是接壤的，因此也是戰火燃燒的地區。大唐對安南進行了大規模的開發和改造，派遣了精兵猛將來駐守這個地區，並且後期在安南設置了靜海軍節度使。

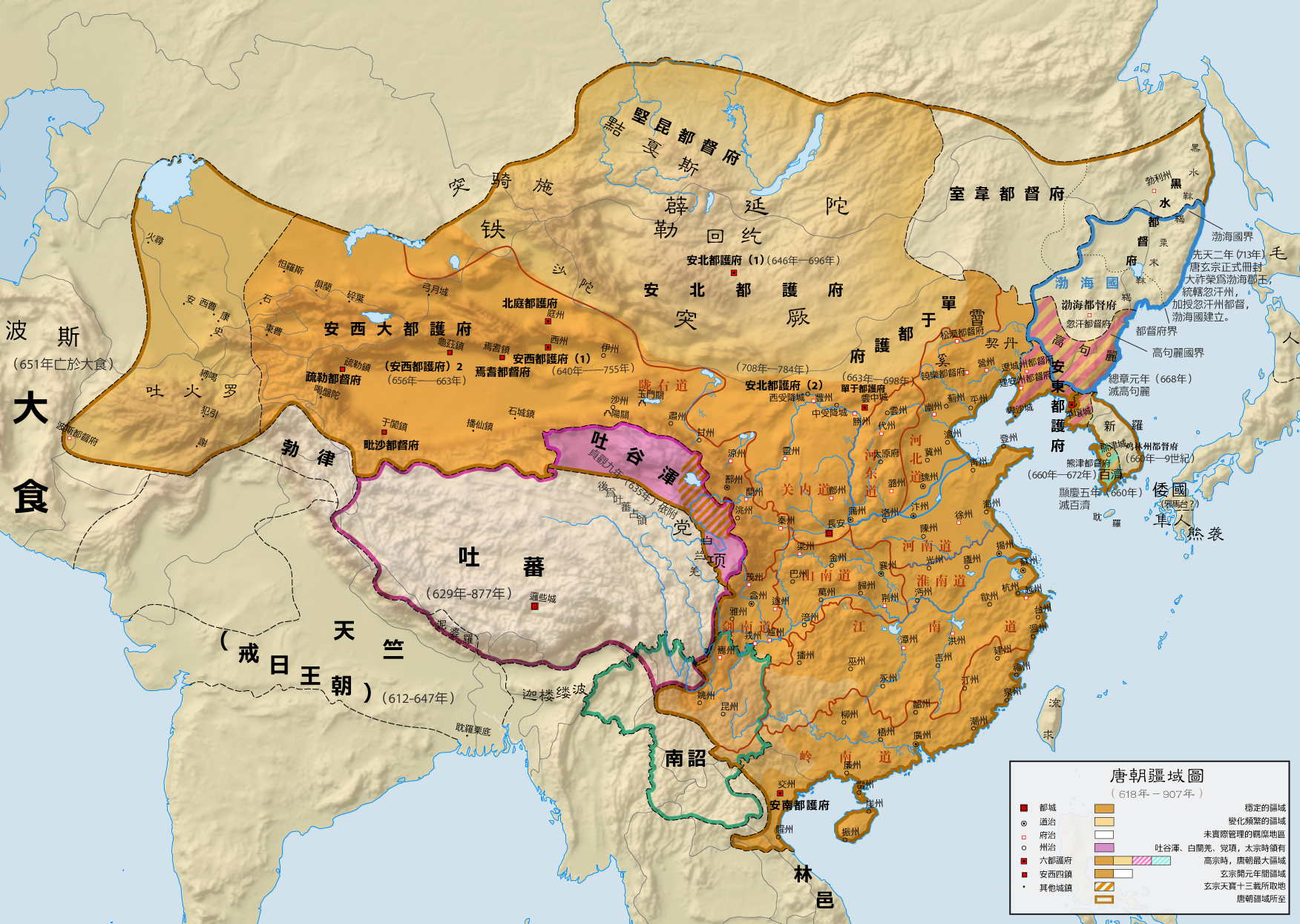
南詔安南之地图。

黎文休曰：「一李琢之貪暴，致十數年蠻寇之患，况甚虐於李琢者乎。一高駢之督属，斬數萬賊眾之強，况賢於髙駢者乎。故琢不能自保，而駢據城稱王，善為國者，當謹擇焉」。
史臣吳士連曰：「髙駢鑿港之役，何其異耶。盖所合理，故得天之助也。天者理也。地道有險夷，理之常也。人力有濟險，亦理之常也。苟險而不能濟天，何假於人哉。禹之治水不合乎理，天何由成，地何由平也。其效至於洛龜呈祥，非天之助乎。觀駢之言曰：今鑿海派，用濟生靈，苟不徇私，何難之有。誠發於言，言豈不順乎。孚信所感，通乎金石，况於天乎。天所助者順也。易曰：履信思乎順，自天祐之，吉無不利。雷震巨石以助之，何足為袏也」。——《大越史記全書·外紀卷之五》

### 變故
唐朝峰州（治嘉宁，今越南富寿省白鹤南凤州）林西原驻有防冬兵六千，附近七绾洞营长李由独常协助唐朝戍守，运送租赋。
858年六月，安南都护李涿罢除防冬兵，专门委派李由独担当防务。李由独势孤难立，南诏拓东节度使乘机写信引诱，又把外甥女嫁给其子，并任命他为拓东押牙，李由独于是率众降南诏。859年，南诏国王劝丰祐卒，子世隆继位，因为其名犯唐太宗、唐玄宗之讳，唐朝没有册封。世隆自称皇帝，国号大礼，不再奉唐正朔，并派兵攻陷播州（治今贵州遵义市），唐朝与南诏的关系彻底破裂。

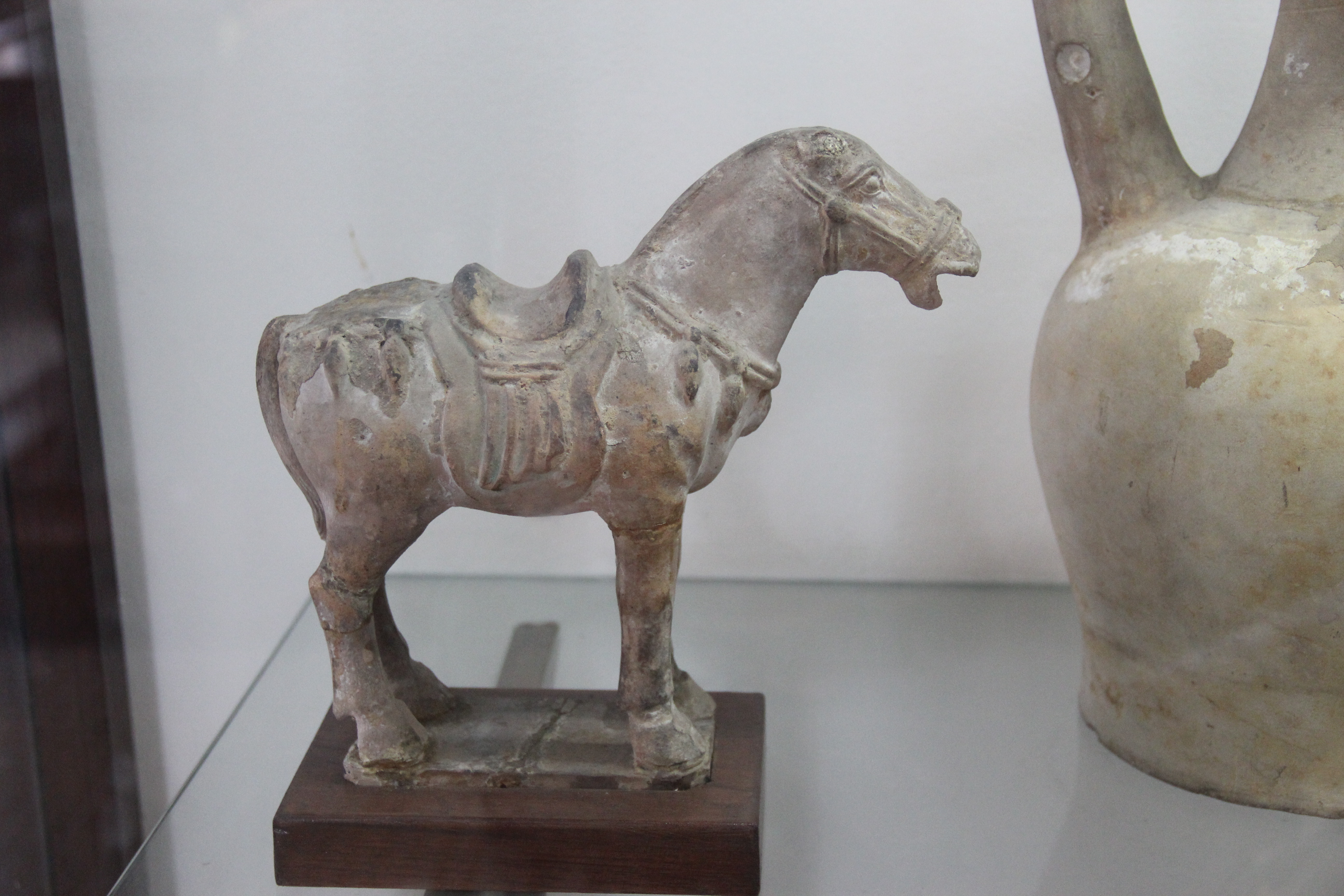
南诏战马的匋像。

860年十二月，安南土著引南诏兵三万余人，攻陷交州，安南都护李鄠与监军逃奔武州。唐朝因忙于镇压裘甫起义，无暇顾及。861年六月，李鄠收集土軍，攻讨群蛮，收复安南。
862年二月，南诏军再次进攻安南。唐朝派前湖南观察使蔡袭率许州、滑州等道兵共二十四万前去援救安南，声势浩大，南诏自动退去。到十一月，南诏见八道兵马各回本道，又出兵五万进逼安南。蔡袭告急，唐廷敕发荆南、湖南两道兵二千人，令桂管（今桂林等地区）征义兵三千人，后又调山南东道弓弩手一千人一起开赴安南。但山高路远，援兵难以及时到达，而南诏军已将交州团团围住。蔡袭据城死守，坚持到863年正月初七，南诏兵破城而入，蔡袭孤身一人，徒步力战，身中十箭，想要奔上監军船，但船已离岸，于是跳海，以死报国。荆南、江西、鄂岳和襄州戍边将士四百余人逃至城东水边，荆南虞候元惟德等对大家说：我们没有船，入水也是死，不如返回头与敌人拼了，一个换两个也值得。众将士杀回东罗门，乘南诏兵不备，歼敌二千余人。入夜，南诏将军杨思缙率兵来到，元惟德等全部战死。交趾再度陷落，安南各部落尽降南诏。
864年，唐朝骁卫将军高骈出任安南都护，本管经略招讨使，屯兵海门（今越南海防安阳北），日夜操练，以图进取安南。监军李维周与高骈关系不好，催促进军，高骈无奈，于865年九月率兵五千先行，约好李维周随后发兵接应，及至高骈启行，李维周却拥兵不进。高骈兵至南定（在今越南河北顺城陇城乡），正在秋收的峰州众蛮被高骈大破，所有粮田收获，都成了高骈的军粮。
866年，南诏王派善阐节度使杨缉，协助安南节度使段酋迁守交趾。唐朝派宦官监阵敕使韦仲宰率七千人至峰州增援高骈，高骈军屡次击败南诏军。高骈向朝廷奏捷，李维周却压住不服。唐懿宗数月不得音讯，感到奇怪，传诏询问李维周。李维周上奏说高骈驻军峰州，与南诏军周旋，不敢进兵。懿宗大怒，就派右武卫将军王晏权代替高骈。而高骈此时已乘胜大破南诏兵，围攻交耻城。段酋迁几次出城迎战，均为高骈所败，城中孤危。旦夕可下。高骈便派小校曾衮和韦仲宰所派小使王惠赞驾船报捷。懿宗大喜，加封高骈检校工部尚书，仍镇守安南。高骈亲自督兵攻城，攻占交州，杀段酋迁。唐军共斩杀南诏兵三万余，又破归附南诏的两个部落，一万七千人归附，南诏兵逃去。至此将近十年的安南边患得到安定。
唐朝在安南设置静海军，以高骈为节度使。

### 文獻

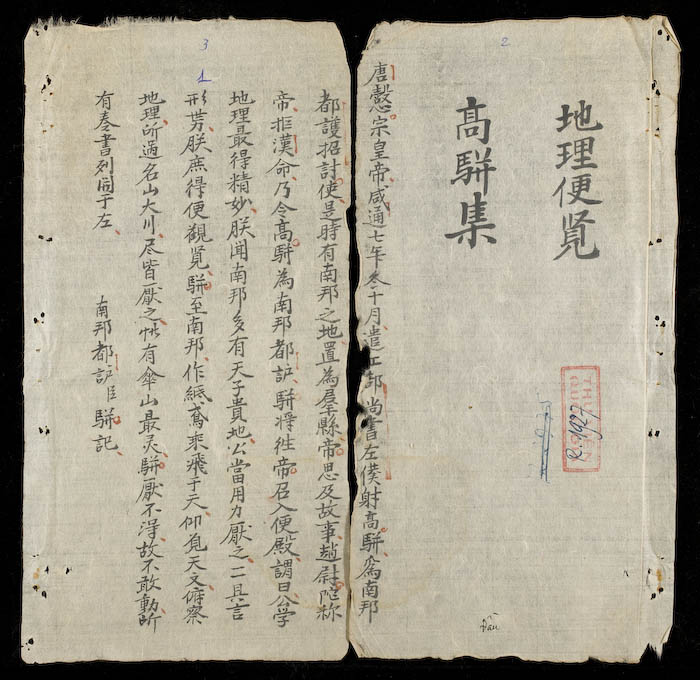
高駢的《地理便覽》。

- 《舊唐書·高駢傳》：“五年，移駢為安南都護”。
- 《新唐書·高駢傳》：“進駢檢校刑部尚書，仍鎮安南，以都護府為靜海軍，授駢節度，兼諸道行營招討使”。
- 《資治通鑑》：“（咸通七年十一月）置靜海軍於安南，以高駢為節度使”。
- 《嶺外代答》：“邕州溪峒及安南境 內皆有金坑，其所產多於諸郡。邕管安州與交趾一水之隔爾，鵝鴨之屬至交趾水濱遊食而歸者，遺 糞類得金，在吾境水濱則無矣。凡金不自礦出，自然融結於沙土之中，小者如麥麩，大者如豆，更 大者如指面，皆謂之生金[...]亦有大如雞子者，謂之金母。得是者，富固可知。交趾金坑之利，遂 買吾民為奴”[5]。
- 《大越史記全書》：“庚辰〈唐懿宗漼咸通元年〉春，浙東賊裘甫作亂。唐議選將平之。夏侯孜曰：「王式雖儒，家子前在安南，威服華夷，名聞遠地，可任也」。御拜浙東觀察使”。
- 《大越史記全書》：“右属于隋、唐，自癸亥，至丙寅，共三百四年”。
- 《遷都詔》：“况高王故都大羅城。宅天地區域之中。得龍蟠虎踞之勢。正南北東西之位。便江山向背之宜。其地廣而坦平。厥土高而爽塏。民居蔑昏墊之困。萬物極繁阜之豐。遍覽越邦。斯爲勝地。誠四方輻輳之要会。爲萬世帝王之上都”。
- 《諭諸裨將檄文》：“為中國之將、侍立夷宿而無忿心，聽太常之樂、宴饗偽使而無怒色”。